# ابراهیم اصبحی
ابراهیم بن علی اَصبَحی همچنین شهرت‌یافته به ابن مبرذع (؟ -۱۲۶۸م) اخترشناس و زبان‌شناس یمنی بود. الیواقیت فی معرکة المواقیت را نوشت. او همچنین به فقه شافعی نیز پرداخت و شماری از فقیهان نزد او شاگردی نمودند و از وی اجازه برگرفتند.